# Hilarographa batychtra
Hilarographa batychtra es una especie de polilla de la familia Tortricidae.
Fue descrita científicamente por Razowski & Pelz en 2005.